# Пфалц-Зулцбах
Пфалц-Зулцбах (на немски: Fürstentum Pfalz-Sulzbach, Pfalzgrafschaft Pfalz-Sulzbach, Herzogtum Pfalz-Sulzbach) е княжество, наричано и пфалцграфство или херцогство на Свещената Римска империя, създадено през 1656 г. от Вителсбахското херцогство Пфалц-Нойбург.
Резиденцията му е в град Зулцбах. Владетелите му са формално странична линия на род Вителсбахи, официално не получават територията и нямат място в княжеската колегия.

## История
Родът на графовете на Зулцбах са силни и влиятелни през 11 и 12 век. Граф Беренгар I фон Зулцбах († 1125) е съветник на император Хайнрих V. Дъщеря му Луитгарт фон Зулцбах се омъжва за херцог Готфрид II от Долна Лотарингия, дъщеря му Берта фон Зулцбах се омъжва за византийския император Мануил I Комнин, а дъщеря му Гертруда фон Зулцбах се омъжва за германския император Конрад III. Родът на графовете на Зулцбах измира по мъжка линия през 1188 и 1305 г. голяма част от тяхната собственост попада на Вителсбахите.
През 1604 г. херцогството попада на линията Пфалц-Нойбург. През 1742 г. измира главната линия на Нойбургските пфалцграфове и Херцогство Пфалц-Нойбург попада на линията Пфалц-Зулцбах. През 1799 г. териториите попадат на линията Пфалц-Биркенфелд-Бишвайлер-Цвайбрюкен.
Херцогството Пфалц-Нойбург/Зулцбах е ликвидирано през 1808 г. и преминава в новото Кралство Бавария.

## Пфалцграфове и херцози на Пфалц-Зулцбах
- 1569 – 1604 Ото Хайнрих
- 1604 – 1614 Филип Лудвиг
- 1614 – 1632 Аугуст
- 1632 – 1708 Христиан Аугуст (от 1656 независимо от Пфалц-Нойбург)
- 1708 – 1732 Теодор Евстах
- 1732 – 1733 Йохан Христиан Йозеф
- 1733 – 1799 Карл Теодор, курфюрст на Пфалц (като Карл IV) и на Бавария (като Карл II)
- 1799 – 1808 Максимилиан Йозеф, курфюрст на Бавария и на Пфалц (като Максимилиан IV)

## Други фамилни членове
- Йохан Лудвиг фон Пфалц-Зулцбах (1625 – 1649), шведски генерал в тридесетгодишната война